# Luca Panerati
Luca Panerati (Grosseto, 2 dicembre 1989) è un ex giocatore di baseball italiano.

## Carriera

### Club
Lanciatore mancino cresciuto nelle giovanili del Bbc Grosseto, Panerati ha debuttato in prima squadra nel 2006 sia in Coppa dei Campioni che in Serie A1. Nel 2007 rimane nel capoluogo maremmano per vestire in A2 i colori biancazzurri del Rosemar, che in quell'anno sfiorò la promozione nella massima serie. L'anno successivo rientra al Bbc, con cui disputa una parte di stagione prima di volare negli Stati Uniti.
Nel 2008 viene infatti firmato dall'organizzazione dei Cincinnati Reds, i quali lo girano ad alcune squadre affiliate in Minor League: dal 2008 al 2011 è impiegato in Rookie League, con l'eccezione delle 17 gare con i Dayton Dragons in singolo-A.
Panerati ritorna nel campionato italiano nel 2012, accordandosi con la Fortitudo Baseball Bologna. Con i biancoblu vince la European Champions Cup 2012, sconfiggendo Nettuno 4-3 in una finale tutta italiana, e la Coppa Italia IBL 2012, la cui finale si è disputata il 30 marzo 2013 allo Stadio dei Pirati contro il Rimini Baseball.
Nel marzo 2013 Panerati ha firmato con i giapponesi del Toyama Thunderbirds. Prima della partenza per il Giappone, ha disputato una partita della stagione Italian Baseball League 2013.

### Nazionale
Il debutto con la Nazionale maggiore azzurra è avvenuto nel 2007. Da lì in poi è stato convocato per varie edizioni dei campionati mondiali (2007, 2009, 2011), Coppa Intercontinentale (2010), World Baseball Classic (2009, 2013) e campionati europei (vinti nel 2012).
Al termine della stagione 2012, ha al suo attivo 20 presenze nella nazionale italiana.

## Curiosità
Panerati ha stabilito un nuovo Guinness World Record nel 2012. Nella sua partecipazione televisiva al programma Lo show dei record, lanciando da 10 metri di distanza, in 3 minuti ha infilato 19 palle da baseball nell'oblò di una lavatrice.

## Palmarès

### Club
- Campionati italiani: 3

Bologna: 2014, 2016, 2018
- European Champions Cup: 1

Bologna: 2012
- Coppe Italia: 2

Bologna: 2012, 2015

### Nazionale
- Campionati europei: 1

Italia: 2012